# Nikolaus Swatek
Nikolaus „Niko“ Swatek (* 5. Jänner 1991 in Graz, Steiermark) ist ein österreichischer Politiker (NEOS). Swatek ist aktuell Klubobmann seiner Partei im Landtag Steiermark und Landessprecher von NEOS Steiermark.
Swatek war von 2017 bis 2020 erster NEOS Gemeinderat der Landeshauptstadt Graz. Bei der Landtagswahl 2019 ging er als Spitzenkandidat ins Rennen. Seit 17. Dezember 2019 ist er Abgeordneter zum Landtag Steiermark, wo er als Klubobmann tätig ist.

## Leben
Nikolaus Swatek wuchs in Graz auf, wo er die Pflichtschulen absolvierte. Nach der Matura, welche er 2009 am BORG Monsbergergasse absolvierte, studierte er Technische Physik an der Technischen Universität Graz. 2015 erhielt er den Bachelor.
Nikolaus Swatek engagiert sich bereits früh politisch; von 2015 bis 2017 war er steirischer Landesvorsitzender der JUNOS – Junge liberale NEOS, der Jugendorganisation der NEOS. Seit Mai 2017 ist er Landessprecher der NEOS Steiermark. Bei der Nationalratswahl 2017 kandidierte er für den österreichischen Nationalrat.
Im Oktober 2019 wurde er zum NEOS-Spitzenkandidaten für die Landtagswahl in der Steiermark 2019 gewählt.
Am 18. Oktober 2021 wurde Swatek zusammen mit seiner nunmehrigen Ehefrau Vater eines gemeinsamen Sohnes. 
Am 14. Februar 2023 hielt Niko Swatek eine aktionistische Rede im Landtag Steiermark, die von ChatGPT geschrieben worden war. Im November 2023 wurde er als Landessprecher mit 78,26 Prozent bestätigt.
Für die Landtagswahl 2024 wurde er erneut Spitzenkandidat.